# Ultima II
Ultima II: The Revenge of the Enchantress to gra fabularna, wydana w 1982 r. przez firmę Sierra On-Line. To ostatnia część Ultimy wydana przez Sierrę przed założeniem przez Garriotta firmy Origin.

## Fabuła
Gra kontynuuje wątki z pierwszej części sagi. Zła czarownica Minax – uczennica i kochanka Mondaina z Ultimy I, sprowadza armię potworów, które sieją spustoszenie wśród mieszkańców Ziemi. Główny bohater ponownie zostaje wezwany na pomoc przez Lorda Britisha w celu pokonania Minax.